# Marinestützpunkt Neapel
Der Marinestützpunkt Neapel-Molosiglio ist heute eine relativ kleine Einrichtung der italienischen Marine im westlichen Teil des Hafens von Neapel. Der Stützpunkt liegt südlich des Castel Nuovo und der Stazione marittima und umfasst die Hafenmole San Vincenzo. Weite Teile des verbliebenen Stützpunktes und der Mole sollen der Öffentlichkeit zugänglich gemacht werden. Nach dem Vorbild des Meeresmuseums Galata in Genua will man auf dem Stützpunkt ein maritimes Museum einrichten.

## Geschichte

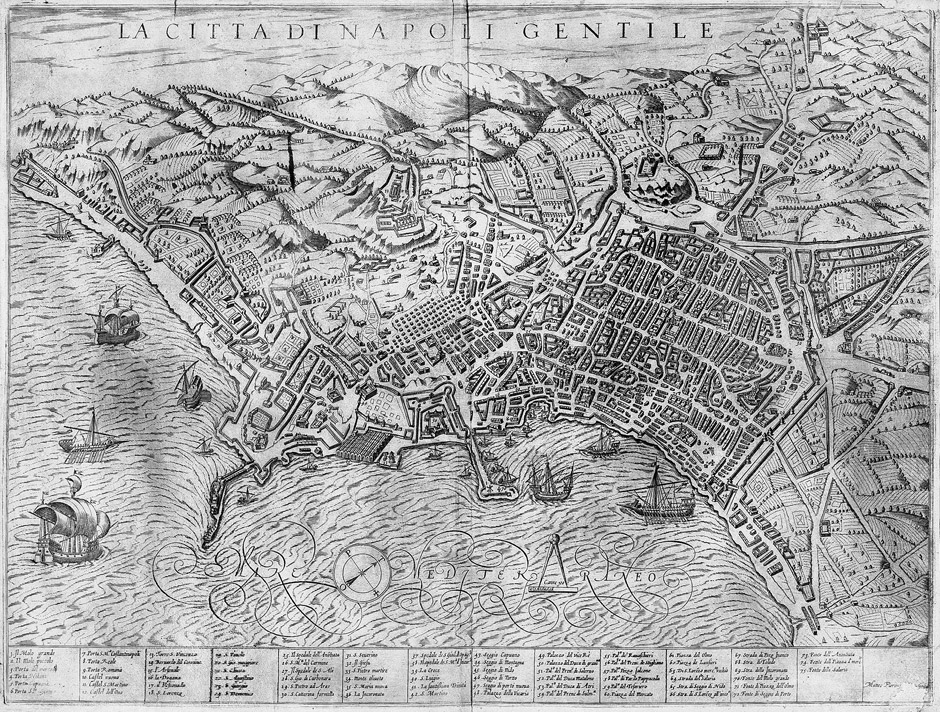
Der Hafen von Neapel um 1600 mit dem Molo Angioino in der Mitte und dem Molo San Vincenzo links

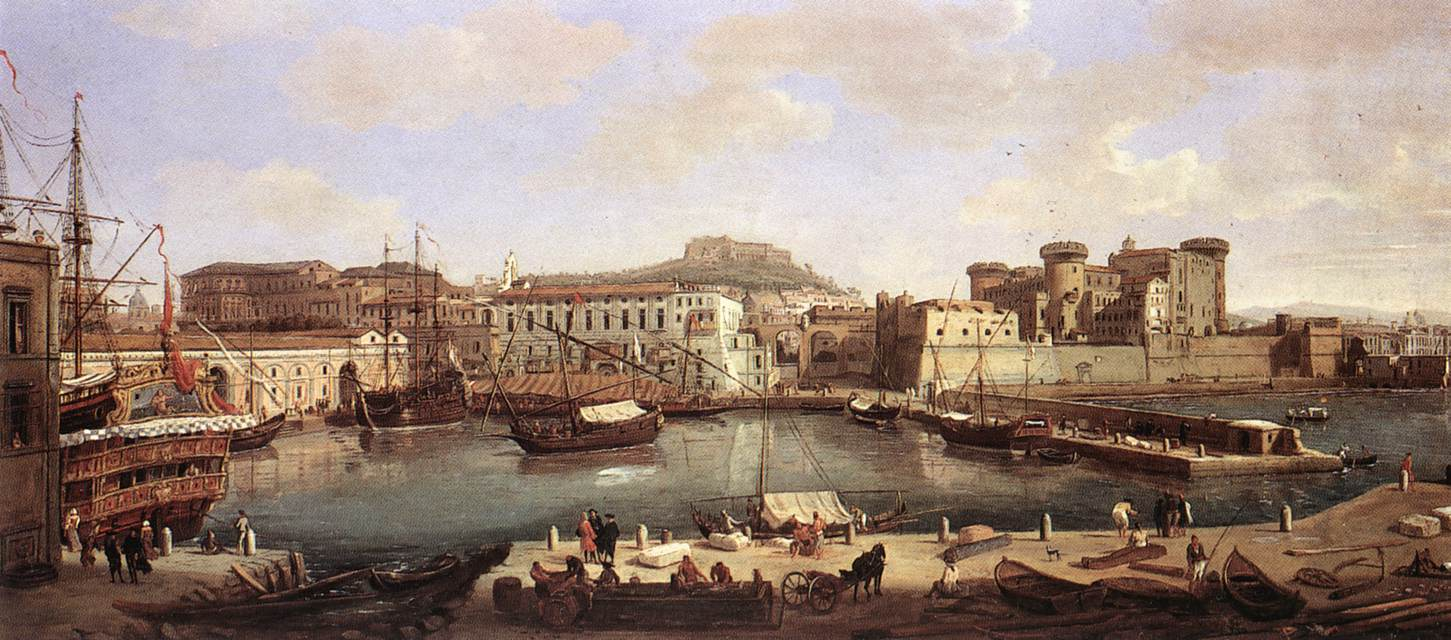
Der Marinestützpunkt um 1700

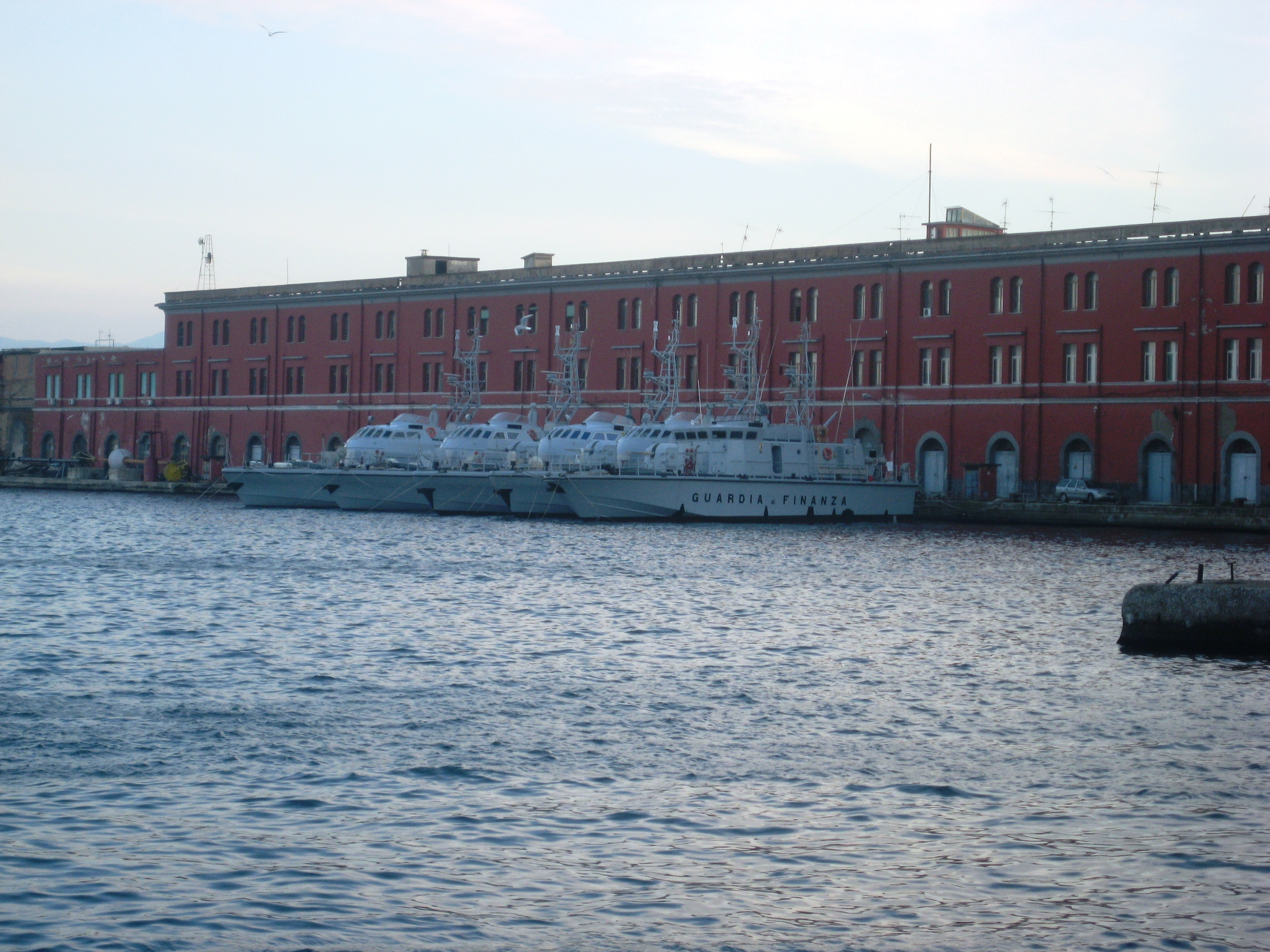
Patrouillenboote der Guardia di Finanza am Molosiglio im Jahr 2008

Im Golf von Neapel gab es bereits in der Antike einen bedeutenden Marinestützpunkt: In Misenum war der stärkste Flottenverband der römischen Marine stationiert. In Neapel selbst befanden sich am Ort der heutigen Stazione marittima die Hafenanlagen von Portus Vulpulum und Portus de Arcina, wobei letzterer militärisch genutzt wurde. Vom 8. bis zum 11. Jahrhundert beherrschte das Herzogtum Amalfi mit seiner Flotte das südliche Tyrrhenische Meer. Im Kampf gegen die Sarazenen unterstützte das Herzogtum Neapel Amalfi gelegentlich mit einigen Schiffen, wahrscheinlich von Portus Vulpulum aus.
Ein erster Marinestützpunkt einschließlich eines kleinen Marinearsenals wurde im Hafen von Neapel um 1300 vor den Türmen des Castel Nuovo am heutigen Molo Beverello angelegt. Im 16. Jahrhundert bauten die Spanier, deren Krone das Königreich Neapel lange gehörte, den Marinestützpunkt aus und befestigten ihn. Grund hierfür war die Bedrohung durch Osmanen und Barbaresken. Zwischen 1577 und 1583 entstand wenige hundert Meter südlich des Castel Nuovo ein neuer Marinestützpunkt, der später als Porto militare del Molosiglio bekannt wurde. 1598 begann unter der Leitung von Domenico Fontana der Bau eines ersten Abschnitts der Mole von San Vincenzo, die wesentlicher Bestandteil des Marinestützpunktes werden sollte.
Da sich der Marinestützpunkt mit dazugehörigem Arsenal im Herzen von Neapel noch immer als zu klein erwies, wich man für den Bau von größeren Kriegsschiffen auf das benachbarte Castellammare di Stabia aus. 1667 und 1668 sowie zwischen 1739 und 1743 erweiterte man das Arsenal und den Stützpunkt in Neapel nochmals. Der Hafen beschränkte sich seinerzeit auf dem Bereich vor dem Castel Nuovo: die noch kleine Hafenmole von San Vincenzo diente dem Militär, der Molo Angioino (heute die Stazione marittima) der zivilen Seefahrt. Der ganze östliche Handelshafen wurde erst sehr viel später gebaut.
Für die neue Marine des sich verselbständigenden Königreiches Neapel gründete Karl III. 1735 in Neapel eine Marineakademie. Der Marineminister John Acton ließ in Castellammare di Stabia ab 1783 eine neue Marinewerft errichten, weil das Arsenal in Neapel für den Bau der neuen 74-Kanonen-Schiffe der Partenope-Klasse nicht mehr ausreichte. Unter Ferdinand II. begann 1836 ein weiterer Ausbau des Marinestützpunktes Molosiglio. Ausgebaut wurde insbesondere die Hafenmole San Vincenzo, in die man bis 1852 eines der ersten gemauerten Trockendocks Italiens integrierte. Bis 1896 wurde diese Mole als wesentlicher Teil des Marinestützpunktes weiter verlängert und später um einen Helipad ergänzt.
Ab 1925 wurden große Teile des Stützpunktes und des Arsenals aufgelassen, weil die Regierung am Hafen größere städtebauliche Maßnahmen durchführen wollte. Dazu gehörten eine neue Verkehrsachse (Via Ferdinando Acton, Galleria della Vittoria) und ein Stadtpark (Giardini del Molosiglio). Was von dem Stützpunkt noch übrig blieb (im Grunde nur die Mole), wurde im Zweiten Weltkrieg vor allem von kleineren Einheiten wie Torpedobooten und U-Booten genutzt. Für größere Schiffe reservierte man weiter östlich einen Bereich in der Zona Industriale (Pontile Flavio Gioia, Molo Giovanni Bausan).
Im Kalten Krieg nutzte besonders die 6. US-Flotte den Hafen von Neapel als Stützpunkt, wobei größere Schiffe wie Flugzeugträger in der Regel in der Reede ankerten. Obwohl der Marinestützpunkt Molosiglio in den 1920er Jahren erheblich verkleinert worden war, nahm die Bedeutung Neapels als Flottenstützpunkt zu, als das Hauptquartier der 6. Flotte 1966 von Villefranche-sur-Mer bei Nizza nach Gaeta (und Neapel) verlegt wurde. Auf Nisida, einer Insel im Golf von Neapel, befand sich bis 2013 das Kommando Alliierte Seestreitkräfte Südeuropa (NAVSOUTH/MC Naples), im Stadtteil Bagnoli (⊙) das übergeordnete Kommando Alliierte Streitkräfte Südeuropa (AFSOUTH/JFC Naples, heute am Lago Patria ⊙). Das Kommando der United States Naval Forces Europe befindet sich heute auf dem militärischen Teil des Flughafens Neapel-Capodichino, das Flaggschiff der unterstellten 6. Flotte ist weiterhin in Gaeta stationiert.
Beim ehemaligen Arsenal von Molosiglio verblieb im Admiralitätsgebäude bis 1998 das Küstenabschnittskommando für das südliche Tyrrhenische Meer, dann wurde es zu einem Stützpunktkommando herabgestuft. 2014 zog in das Gebäude der Leuchtturmdienst der Marine ein, der dem neuen Logistikkommando der Marine auf Nisida untersteht.
Der Marinestützpunkt Molosiglio wird von Seestreitkräften derzeit nur noch sporadisch genutzt. Meist handelt es sich um Besuche italienischer oder ausländischer Marineeinheiten, ansonsten hat man ihn Sicherheitsbehörden überlassen. Die geplante Umgestaltung der verbliebenen Anlage für zivile Zwecke, insbesondere die Einrichtung eines Museums, würde die Altstadt Neapels und den alten Teil des Hafens um eine Attraktion ergänzen: In nächster Umgebung befinden sich neben dem Castel Nuovo und dem Molosiglio-Park mit seiner kleinen Marina auch der Palazzo Reale und die Basilika San Francesco di Paola an der Piazza del Plebiscito, sowie das berühmte Teatro San Carlo und die ebenso bekannte Galleria Umberto I.